# 1964年マラウイ総選挙
1964年マラウイ総選挙（1964ねんマラウイそうせんきょ）は、マラウイが英国保護領ニヤサランドから英国自治領マラウイへと独立する直前に行われた選挙である。

## 概要

マラウイの初代大統領、ヘイスティングズ・カムズ・バンダの像。

1961年ニヤサランド立法議会選挙において圧勝したヘイスティングズ・カムズ・バンダ率いるマラウイ会議党は、翌年の1962年に自治権を獲得した。さらに1963年にはバンダが首相に就任するとともに、年末にはローデシア・ニヤサランド連邦からニヤサランドへの分離を果たした。そして翌1964年には、英国保護領ニヤサランドから英国自治領マラウイとしての独立を果たすのであるが、この1964年マラウイ総選挙は同年の保護領からの独立直前に行われたものであった。
この選挙では、立候補した全員がマラウイ会議党の候補者であったため、マラウイ会議党は国民議会の全議席を無投票で獲得した。その結果、マラウイは建国時点から単独政党による政治が行われることとなった。
その後の1966年、英国自治領マラウイから現在のマラウイ共和国へと完全な独立を遂げるとバンダは大統領へ就任し、憲法でマラウイ会議党以外の政党を禁止して一党制を確立した。以後、1994年の多党制選挙でバキリ・ムルジ率いる統一民主戦線が勝利するまでの長きにわたり、バンダによる独裁が続くこととなる。